# A Slayers epizódjainak listája

Az első évad logója

Ez a lista Kanzaka Hadzsime és Araizumi Rui Slayers című light novel sorozata alapján készült animesorozatok epizódjait sorolja fel. A light novel alapján eddig öt sorozat készült. Az azonos című első 26 részes sorozat a light novel első három kötetét, míg a második 26 részes sorozat, a Slayers Next a light novel 4-8. kötetét dolgozza fel. A harmadik 26 részes sorozat, a Slayers Try egy eredeti történet. A Try sikere után becsengtek egy negyedik sorozatot Slayers Again címmel, azonban végül elvetették a projektet. Mindhárom évadot a J.C.Staff, a SoftX és TV Tokyo gyártotta Vatanabe Takasi rendezésében, az animációs munkáért az EG Film (Egg Films) volt felelős. A forgatókönyvet az első sorozathoz Kojama Takao, a továbbiakhoz Takajama Dzsiró írta, a zenét Tezuka Oszamu zeneszerző szerezte. A Slayers Japánban 1995. április 7. és 1995. szeptember 29. között volt látható a TV Tokyo műsorán. A Next-et 1996. április 5. és 1996. szeptember 27. között vetítette a TV Tokyo, a Try-t pedig 1997. április 4. és 1997. szeptember 26. között.
Több mint tíz évvel a Try után készülhetett el a negyedik sorozat, a Slayers Revolution, amelynek premierje 2008. július 2-án volt Japánban. Ennek az alaptörténetét ezúttal csak 13 részesre tervezték meg. Azonban 2009. január 12-én egy újabb 13 részes szezon indult Slayers Evolution-R megjelöléssel, az AT-X-en Japánban. A mellékcím valójában az Evolution-Revolution gondolatból rövidítve lett. Ezek szintén eredeti történetek, de felhasználtak mozzanatokat a light novelből is. Az ER az eddigi megszokott módszertől eltérően közvetlenül folytatja a Revolution által elindított 13 részes történetet és ezáltal adja ki a teljes 26 részes szövevényt. Illetve így összeadva az ER negyedik részében visszatér egy olyan momentum, ami egy készítői szokáshoz igazodva minden eddigi sorozat 17. részében jelen volt. Mégpedig a Gourry beöltöztetése vagy egyéb megváltozása. Ezért az ER-t a különálló hivatalos megjelölés ellenére új sorozat helyett a Revolution második évadjának lehetne tekinteni. (Mivel a Revolution önmagában mindenképpen egy külön sorozat és nem évad.) Ezt a két történetszált is Vatanabe Takasi rendezte, a forgatókönyvet pedig szintén Takajama Dzsiró írta. A készítő stúdió ismét a J.C.Staff volt.

## Epizódlista

### Slayers (1995)
| #  | Epizód címe | Első japán sugárzás  | Első magyar (Cool TV) sugárzás |
| -- | --- | -------------------- | ------------------------------ |
| 1  | Ez valami gonosz ármány, támad a fekete sárkány! Angry? Rina Ikari no Dragon Slave (Angry? リナ怒りのドラグスレイブ; Angry? Rina Ikari no Doragu Szureibu; Hepburn: Angry? Rina Ikari no Doragu Sureibu)  | 1995. április 7.     | 2004. október 4.               |
|    | |                      |                                |
| 2  | Nem vagyok én fúria, de nem tetszik a múmia! Bad! Miira otoko va sumi dzsa nai! (Bad! ミイラ男は趣味じゃない!; Hepburn: Bad! Miira otoko wa shumi ja nai!)                                                | 1995. április 14.    | 2004. október 5.               |
|    | |                      |                                |
| 3  | Megjelent a Vörös Pap, elég furcsa ez a nap Crash! Gekitocu! Akai no siroi no ajasii no! (Crash! 激突!赤いの白いの怪しいの!; Hepburn: Crash! Gekitotsu! Akai no shiroi no ayashii no!)                    | 1995. április 21.    | 2004. október 6.               |
|    | |                      |                                |
| 4  | Jobb, ha elhúzom a csíkot, varázserőm csődöt mondott Dash! Nigero! Mahó ga cukaenai? (Dash! 逃げろ!魔法が使えない?; Hepburn: Dash! Nigero! Mahō ga tsukaenai?)                                            | 1995. április 28.    | 2004. október 7.               |
|    | |                      |                                |
| 5  | Sosem hittem volna, belémzúgott Noonsa Escape! Honó no hangjodzsin Nunsa! (Escape! 炎の半魚人ヌンサ!; Hepburn: Escape! Honō no hangyojin Nunsa!)                                                          | 1995. május 5.       | 2004. október 11.              |
|    | |                      |                                |
| 6  | Kiderült, hogy sajnos Rezo nem jóságos Focus! Hontó no teki va Rezo? (Focus! 本当の敵はレゾ?; Hepburn: Focus! Hontō no teki wa Rezo?)                                                                     | 1995. május 12.      | 2004. október 12.              |
|    | |                      |                                |
| 7  | Már azt hittem végem, de jött a segítségem Give Up szunzen? Deta hisszacu no ken!! (Give Up寸前? 出た必殺の剣っ!!; Hepburn: Give Up sunzen? Deta hissatsu no ken!!)                                       | 1995. május 19.      | 2004. október 13.              |
|    | |                      |                                |
| 8  | Ez most jól keresztbe tett: A Sötétség Ura újjászületett! Help! Shabranigdo fukkacu!! (Help! シャブラニグドゥ復活!!; Help! Saburanigudu fukkacu!!; Hepburn: Help! Shaburanigudu fukkatsu!!)               | 1995. május 26.      | 2004. október 14.              |
|    | |                      |                                |
| 9  | Vigyázat! Most nincs bocsánat! Impact! Kjói no kesszen zenja! (Impact! 脅威の決戦前夜!; Hepburn: Impact! Kyōi no kessen zenya!)                                                                           | 1995. június 2.      | 2004. október 18.              |
|    | |                      |                                |
| 10 | Szívünkben félelem, de miénk a győzelem! Jackpot! Noru ka szoru ka no ó-bakucsi! (Jackpot! のるかそるかの大バクチ!; Hepburn: Jackpot! Noru ka soru ka no ō-bakuchi!)                                      | 1995. június 9.      | 2004. október 19.              |
|    | |                      |                                |
| 11 | Árulás! Nem minden herceg daliás! Knock Out! Seyruun oie szódó! (Knock out! セイルーンお家騒動!; Knock Out! Szeirūn oie szódó!; Hepburn: Knock Out! Seirūn oie sōdō!)                                     | 1995. június 16.     | 2004. október 20.              |
|    | |                      |                                |
| 12 | Nyakamban a nagy kolonc: Egy kis boszorkánytanonc Lovely! Amelia no mahó sugjó (Lovely! アメリアの魔法修行; Lovely! Ameria no mahó sugjó; Hepburn: Lovely! Ameria no mahō shugyō)                         | 1995. június 23.     | 2004. október 21.              |
|    | |                      |                                |
| 13 | Szégyenszemre fogságba estem, de a fejvadászokat végül elintéztem Money! Sókin kaszegi o bucsinomesze!! (Money! 賞金稼ぎをブチのめせっ!!; Hepburn: Money! Shōkin kasegi o buchinomese!!)                  | 1995. június 30.     | 2004. október 25.              |
|    | |                      |                                |
| 14 | Nincs vége a kalandoknak, üldözőink sokasodnak Navigation! Sairaag e no sótaidzsó! (Navigation! サイラーグへの招待状!; Navigation! Szairágu e no sótaidzsó!; Hepburn: Navigation! Sairāgu e no shōtaijō!) | 1995. július 7.      | 2004. október 26.              |
|    | |                      |                                |
| 15 | Bármilyen meglepő, csak színjáték az esküvő Oh no! Lina no kekkon kjószókjoku? (Oh no! リナの結婚狂想曲?; Oh no! Rina no kekkon kjószókjoku?; Hepburn: Oh no! Rina no kekkon kyōsōkyoku?)                 | 1995. július 14.     | 2004. október 27.              |
|    | |                      |                                |
| 16 | Merész kísérlet, felcsaptam színésznek Passion! Butai ni kakeru szeisun? (Passion! 舞台にかける青春?; Hepburn: Passion! Butai ni kakeru seishun?)                                                         | 1995. július 21.     | 2004. október 28.              |
|    | |                      |                                |
| 17 | A kikötőben hajóra szálltunk, üldözőinket sikerült leráznunk Question? Ano ko? ni proposing! (Question? あの娘?にプロポーズ!; Question? Ano ko? ni puropózu!; Hepburn: Question? Ano ko? ni puropōzu!)    | 1995. július 28.     | 2004. november 1.              |
|    | |                      |                                |
| 18 | Váratlan fordulat, visszatért a Vörös Pap Return! Aka Hósi futatabi! (Return! 赤法師ふたたび!; Hepburn: Return! Aka Hōshi futatabi!)                                                                      | 1995. augusztus 4.   | 2004. november 2.              |
|    | |                      |                                |
| 19 | Hol felbukkan a Vörös Pap, ott kő kövön nem marad Shock! Sairaag hókai! (Shock! サイラーグ崩壊!; Shock! Szairágu hókai!; Hepburn: Shock! Sairāgu hōkai!)                                                  | 1995. augusztus 11.  | 2004. november 3.              |
|    | |                      |                                |
| 20 | Elég nagy baj: üldöz egy hal Trouble! Arasi no hangjodzsin Rahanimu (Trouble! 嵐の半魚人ラハニム; Hepburn: Trouble! Arashi no hangyojin Rahanimu)                                                         | 1995. augusztus 18.  | 2004. november 4.              |
|    | |                      |                                |
| 21 | Lent a katakombákban gólemekkel csatáztam Upset! Gourry VS Zangulus (Upset! ガウリイVSザングルス; Upset! Gaurii VS Zanguruszu; Hepburn: Upset! Gaurii VS Zangurusu)                                       | 1995. augusztus 25.  | 2004. november 8.              |
|    | |                      |                                |
| 22 | Ez nem az év vicce, megtámad egy csirke Vice! Nokoszaresi monotacsi (Vice! 残されしものたち; Hepburn: Vice! Nokosareshi monotachi)                                                                        | 1995. szeptember 1.  | 2004. november 9.              |
|    | |                      |                                |
| 23 | Megvan Rezo hagyatéka, bárcsak békén hagytuk volna! Warning! Eris no súnen! (Warning! エリスの執念!; Warning! Eriszu no súnen!; Hepburn: Warning! Erisu no shūnen!)                                       | 1995. szeptember 8.  | 2004. november 10.             |
|    | |                      |                                |
| 24 | Ha még sokat zaklat Rezo, megkaphatja a Szörnybéklyót! X-DAY jomigaeru madzsú! (X-DAY よみがえる魔獣!; Hepburn: X-DAY yomigaeru majū!)                                                                    | 1995. szeptember 15. | 2004. november 11.             |
|    | |                      |                                |
| 25 | Rezo megsebesített, de az Áldás Kardja segített Yes! Szaigo no kibó Bless Blade (Yes!最後の希望 祝福の剣[ブレス·ブレード]; Yes! Szaigo no kibó Buresu Burēdo; Hepburn: Yes! Saigo no kibō Buresu Burēdo)  | 1995. szeptember 22. | 2004. november 16.             |
|    | |                      |                                |
| 26 | Nem feledem ezt a napot, legyőztem a Vörös Papot! Zap! Sóri va atasi no tame ni aru (Zap! 勝利はあたしのためにある; Hepburn: Zap! Shōri wa atashi no tame ni aru)                                         | 1995. szeptember 29. | 2004. november 17.             |
|    | |                      |                                |

### Slayers Next (1996)
| #       | Epizód címe | Első japán sugárzás  | Első magyar (Cool TV) sugárzás |
| ------- | --- | -------------------- | ------------------------------ |
| 27 (1)  | Betörtünk egy kastélyba, ránk rontott egy masina Ikinari pinch! Madzsin Zoamelgustar no kjófu! (いきなりピンチ! 魔人ゾアメルグスターの恐怖!; Ikinari pincsi! Madzsin Zoameruguszutá no kjófu!; Hepburn: Ikinari pinchi! Majin Zoamerugusutā no kyōfu!)                        | 1996. április 5.     | 2004. november 18.             |
|         | |                      |                                |
| 28 (2)  | Mindenki meglepődött, Xellos mellénk szegődött Fuzaketa Priest! Szono na va Xellos! (ふざけた神官[プリースト]! その名はゼロス!; Fuzaketa Puríszuto! Szono na va Zeroszu!; Hepburn: Fuzaketa Purīsuto! Sono na wa Zerosu!)                                                     | 1996. április 12.    | 2004. november 23.             |
|         | |                      |                                |
| 29 (3)  | Testőrként dolgoztunk, jó sok kárt okoztunk Szuteki na sóbai! Jódzsinbó mo raku ja nai! (素敵な商売! 用心棒も楽じゃない!; Hepburn: Suteki na shōbai! Yōjinbō mo raku ja nai!)                                                                                                 | 1996. április 19.    | 2004. november 24.             |
|         | |                      |                                |
| 30 (4)  | Mindenkinek árthat a tiltott varázslat Inisie no keijaku! Fusi o motomeru mono! (いにしえの契約! 不死を求める者!; Hepburn: Inishie no keiyaku! Fushi o motomeru mono!) | 1996. április 26.    | 2004. november 25.             |
|         | |                      |                                |
| 31 (5)  | Egy dolog vitathatatlan: a szerelem halhatatlan Nokoszaresi ai jue ni! (残されし愛ゆえに!; Hepburn: Nokosareshi ai yue ni!) | 1996. május 3.       | 2004. november 30.             |
|         | |                      |                                |
| 32 (6)  | Ez igazán hajmeresztő: visszatért Martina hercegnő Nigaszanai! Súnen no Martina futatabi! (逃がさない! 執念のマルチナふたたび!; Nigaszanai! Súnen no Marucsina futatabi!; Hepburn: Nigasanai! Shūnen no Maruchina futatabi!)                                                  | 1996. május 10.      | 2004. december 1.              |
|         | |                      |                                |
| 33 (7)  | Nem csalás, nem ámítás, megy már a sárkányfogás Bikkuri kukkingu! Maborosi no dragon o oe! (びっくり料理[クッキング]! 幻のドラゴンを追え!; Bikkuri kukkingu! Maborosi no doragon o oe!; Hepburn: Bikkuri kukkingu! Maboroshi no doragon o oe!)                                | 1996. május 17.      | 2004. december 2.              |
|         | |                      |                                |
| 34 (8)  | Ostoba a merénylő, Phil meg a nagy túlélő Eien nare! Phil-szan ga sinda hi? (永遠なれ! フィルさんが死んだ日?; Eien nare! Firu-szan ga sinda hi?; Hepburn: Eien nare! Firu-szan ga shinda hi?)                                                                                 | 1996. május 24.      | 2004. december 7.              |
|         | |                      |                                |
| 35 (9)  | Kiderült, hogy árulók az udvari varázslók Himeraresi jabó! Sógeki no kokuhaku? (秘められし野望! 衝撃の告白?; Hepburn: Himerareshi yabō! Shōgeki no kokuhaku?) | 1996. május 31.      | 2004. december 8.              |
|         | |                      |                                |
| 36 (10) | Varázserőm csődbe sodor, irány a boszorkánydoktor! Kusze mono zoroi no csindócsú?! Marjoku o torimodosze! (クセ者ぞろいの珍道中?! 魔力を取り戻せ!; Hepburn: Kuse mono zoroi no chindōchū?! Maryoku o torimodose!)                                                             | 1996. június 7.      | 2004. december 9.              |
|         | |                      |                                |
| 37 (11) | A herceget elrabolták, bottal üthetjük a nyomát Szemari kuru jami no koe! Kiriszake Ragna Blade! (迫り来る闇の声! 切り裂けラグナ·ブレード!; Szemari kuru jami no koe! Kiriszake Raguna Burédo!; Hepburn: Semari kuru yami no koe! Kirisake Raguna Burēdo!)                    | 1996. június 14.     | 2004. december 14.             |
|         | |                      |                                |
| 38 (12) | Miközben Philt kerestük, néhány szörnnyel megküzdöttünk Dondengaesi? Igai naru sindzsicu! (ドンデン返し? 意外なる真実!; Hepburn: Dondengaeshi? Igai naru shinjitsu!) | 1996. június 21.     | 2004. december 15.             |
|         | |                      |                                |
| 39 (13) | Varázserőm visszatért, de sajnos nem a régi még Cuiraku szunzen! Jabó no cuieru toki! (墜落寸前! 野望のついえる時!; Hepburn: Tsuiraku sunzen! Yabō no tsuieru toki!) | 1996. június 28.     | 2004. december 16.             |
|         | |                      |                                |
| 40 (14) | Nagyon jól mulattunk, még dalra is fakadtunk Kindan no Dance? Szaikjó dzsumon va doko da! (禁断のダンス? 最強呪文はどこだ!; Kindan no Danszu? Szaikjó dzsumon va doko da!; Hepburn: Kindan no Danszu? Saikyō jumon wa doko da!)                                               | 1996. július 5.      | 2004. december 21.             |
|         | |                      |                                |
| 41 (15) | Egy toronyban kutattunk, de babává változtunk Dai gekitocu? Tatakai no Artemay tó! (大激突? 戦いのアルテメ塔!; Dai gekitocu? Tatakai no Arteme tó!; Hepburn: Dai gekitotsu? Tatakai no Arteme tō!)                                                                            | 1996. július 12.     | 2004. december 22.             |
|         | |                      |                                |
| 42 (16) | Bár nem ez volt minden álmom, bajnok leszek mindenáron Urami no makjú! Kondzsó no gószokkjú! (恨みの魔球! 根性の豪速球!; Hepburn: Urami no makyū! Konjō no gōsokkyū!) | 1996. július 19.     | 2004. december 23.             |
|         | |                      |                                |
| 43 (17) | Amint a nők városába értünk, minden fiút lánynak öltöztettünk Uvasza no kanodzso va Zelgadis? (うわさの彼女はゼルガディス?; Uvasza no kanodzso va Zerugadiszu?; Hepburn: Uwasa no kanojo wa Zerugadisu?)                                                                      | 1996. augusztus 2.   | 2004. december 28.             |
|         | |                      |                                |
| 44 (18) | A sivatagban bolyongtunk, egy kőtáblára akadtunk Szuna no Sinden! Giga Slave no himicu! (砂の神殿! ギガスレイブの秘密!; Szuna no Sinden! Giga Szureibu no himicu!; Hepburn: Suna no Shinden! Giga Sureibu no himitsu!)                                                        | 1996. augusztus 9.   | 2004. december 29.             |
|         | |                      |                                |
| 45 (19) | Tudtuk, hogy nagy bajba kerültünk, mikor a sárkánykirály megjelent előttünk Cui ni hakkaku? Xellos no sótai! (ついに発覚っ? ゼロスの正体!; Cui ni hakkaku? Zeroszu no sótai!; Hepburn: Tsui ni hakkaku? Zerosu no shōtai!)                                                    | 1996. augusztus 11.  | 2004. december 30.             |
|         | |                      |                                |
| 46 (20) | Földbe gyökerezett lábunk, mikor az aranysárkányt megláttuk Ikukkja nai! Dragon no Tani o mezasze! (いくっきゃないっ! ドラゴンの谷を目指せ!; Ikukkja nai! Doragon no Tani o mezasze!; Hepburn: Ikukkya nai! Doragon no Tani o mezase!)                                        | 1996. augusztus 16.  | 2005. január 4.                |
|         | |                      |                                |
| 47 (21) | Elállt a lélegzetem, mikor a könyv mesélt nekem Szen nen no sindzsicu! Uragiri no marjúó! (千年の真実! 裏切りの魔竜王!; Hepburn: Sen nen no shinjitsu! Uragiri no maryūō!) | 1996. augusztus 23.  | 2005. január 5.                |
|         | |                      |                                |
| 48 (22) | A sárkánykirályt legyőztük végre, de gondjainknak koránt sincs vége Ubavareta hikari no ken! Marjúó szaigo no toki! (奪われた光の剣! 魔竜王最後の時!; Hepburn: Ubawareta hikari no ken! Maryūō saigo no toki!)                                                                | 1996. augusztus 30.  | 2005. január 6.                |
|         | |                      |                                |
| 49 (23) | Gourryt elrabolták, Sairaagba hurcolták Kjói no makensi! Szaikai no tabidzsi! (脅威の魔剣士! 再会の旅路!; Hepburn: Kyōi no makenshi! Saikai no tabiji!) | 1996. szeptember 6.  | 2005. január 11.               |
|         | |                      |                                |
| 50 (24) | Sairaag szellemvárossá változott, kis híján mindenki fűbe harapott Dzsaaku naru vana! Maborosi no sirjó tosi! (邪悪なる罠! 幻の死霊都市!; Hepburn: Jaaku naru wana! Maboroshi no shiryō toshi!)                                                                               | 1996. szeptember 13. | 2005. január 12.               |
|         | |                      |                                |
| 51 (25) | Elmentünk a szellemváros templomába, Phibrizzo mindenkit bezárt egy kristályba Siszeru mono no tamasii! Lina szaigo no kecudan! (死せる者の魂! リナ最後の決断!; Siszeru mono no tamasii! Rina szaigo no kecudan!; Hepburn: Shiseru mono no tamashii! Rina saigo no ketsudan!) | 1996. szeptember 20. | 2005. január 13.               |
|         | |                      |                                |
| 52 (26) | A Pokol szolgája meglepődött, mikor a Rémálmok hercege belém költözött Go to NEXT! Szosite mata... (Go to NEXT! そしてまた...; Hepburn: Go to NEXT! Soshite mata...) | 1996. szeptember 27. | 2005. január 18.               |
|         | |                      |                                |

### Slayers Try (1997)
| #       | Epizód címe | Első japán sugárzás  | Első magyar (A+) sugárzás              |
| ------- | --- | -------------------- | -------------------------------------- |
| 53 (1)  | Megint nyakunkon az ármány – Ránk rontott egy aranysárkány! Ifú dódó? Tabidacsi no ho o agero! (威風堂々?旅立ちの帆をあげろ!; Hepburn: Ifū dōdō? Tabidachi no ho o agero!)                                                        | 1997. április 4.     | 2006. szeptember 29. 2007. március 14. |
|         | |                      |                                        |
| 54 (2)  | Menten megáll az eszem, a nővérem írt nekem Hansin hangi? Kokjó kara no tegami ni! (半信半疑?故郷からの手紙に!; Hepburn: Hanshin hangi? Kokyō kara no tegami ni!)                                                                 | 1997. április 11.    | 2007. március 15.                      |
|         | |                      |                                        |
| 55 (3)  | A helyzet nem túl rózsás, nagy a felfordulás Bódzsaku budzsin na aicu va doko e? (傍若無人なアイツはどこへ?; Hepburn: Bōjaku bujin na aitsu wa doko e?)                                                                           | 1997. április 18.    | 2007. március 16.                      |
|         | |                      |                                        |
| 56 (4)  | Mielőtt mindenki odalett, egy régi ismerős segített Tóhon szeiszó! Jacu no nerai va katakiuchi? (東奔西走!ヤツの狙いはカタキ討ち?; Hepburn: Tōhon seisō! Yatsu no nerai wa katakiuchi?)                                           | 1997. április 25.    | 2007. március 19.                      |
|         | |                      |                                        |
| 57 (5)  | Filia elkóborolt, de jajj! Hamar utolérte a baj! Rjúgen higo? Honó o hakanakja kemuri va tatanu? (流言飛語?炎を吐かなきゃ煙は立たぬ?; Hepburn: Ryūgen higo? Honō o hakanakya kemuri wa tatanu?)                                   | 1997. május 2.       | 2007. március 20.                      |
|         | |                      |                                        |
| 58 (6)  | Nem hittem, hogy ilyen lesz a száguldó sárkányexpressz Ruró ruten? Bószó sinden no tabi o! (流浪流転?暴走神殿の旅を; Hepburn: Rurō ruten? Bōsō shinden no tabi o!)                                                                | 1997. május 9.       | 2007. március 21.                      |
|         | |                      |                                        |
| 59 (7)  | Hogy a csoda vinné el, megint robotolnunk kell! Vahei kaidan? Kore ga dragon no sinden ka? (和平会談?これがドラゴンの神殿か?; Vahei kaidan? Kore ga doragon no sinden ka?; Hepburn: Wahei kaidan? Kore ga doragon no shinden ka?) | 1997. május 16.      | 2007. március 22.                      |
|         | |                      |                                        |
| 60 (8)  | Számunkra elég nagy hátrány, hogy él egy fekete sárkány Jói sútó! Keikaku va ugokidasita! (用意周到!計画は動き出した!; Hepburn: Yōi shūtō! Keikaku wa ugokidashita!)                                                              | 1997. május 23.      | 2007. március 23.                      |
|         | |                      |                                        |
| 61 (9)  | Megléptünk az ereklyékkel, üldöztek a dereglyékkel! Renzoku hassa! Tatakai no araiszo! (連続発射!戦いの荒磯!; Hepburn: Renzoku hassha! Tatakai no araiso!)                                                                        | 1997. május 30.      | 2007. március 26.                      |
|         | |                      |                                        |
| 62 (10) | Azt hittük eljött a béke, de civakodás lett a vége Cuihó kakugo! Futari no ai va eien jo ne? (追放覚悟!二人の愛は永遠よね?; Hepburn: Tsuihō kakugo! Futari no ai wa eien yo ne?)                                                  | 1997. június 6.      | 2007. március 27.                      |
|         | |                      |                                        |
| 63 (11) | Egy templomhoz felmásztunk, de csapdába sétáltunk Nankan toppa? Otoko Jillas no szokodzsikara! (難関突破?男ジラスの底力!; Nankan toppa? Otoko Dzsiraszu no szokodzsikara!; Hepburn: Nankan toppa? Otoko Jirasu no sokojikara!)    | 1997. június 13.     | 2007. március 28.                      |
|         | |                      |                                        |
| 64 (12) | Egy gonosz rókát üldöztünk, közben jól eltévedtünk Muga mucsú! Meikjú no cuiszeki-kó! (無我夢中!迷宮の追跡行!; Hepburn: Muga muchū! Meikyū no tsuiseki-kō!)                                                                       | 1997. június 20.     | 2007. március 29.                      |
|         | |                      |                                        |
| 65 (13) | A Sötét Csillagból nem kérünk, ereinkben meghűlt a vérünk Issoku szokuhacu! Kagi o nigiru mono! (一触即発!鍵を握る者!; Hepburn: Isshoku sokuhatsu! Kagi o nigiru mono!)                                                           | 1997. június 27.     | 2007. március 30.                      |
|         | |                      |                                        |
| 66 (14) | Azt hittük, az egész kamu, de megnyílt az Átkozott Kapu Ókó kappo! Ovari naki dókoku! (横行闊歩!終わりなき慟哭!; Hepburn: Ōkō kappo! Owari naki dōkoku!)                                                                          | 1997. július 4.      | 2007. április 2.                       |
|         | |                      |                                        |
| 67 (15) | Kimondottan tragikus a végtelen labirintus Jakunan kinan? Koko va fusigi no sima! (厄難危難?ここは不思議の島!; Hepburn: Yakunan kinan? Koko wa fushigi no shima!)                                                                 | 1997. július 11.     | 2007. április 3.                       |
|         | |                      |                                        |
| 68 (16) | Éreztem, hogy nem vezet jóra, ha átszállunk a kísértethajóra Kenken gógó! Norovareta cubo no kjófu! (喧々囂々!呪われた壺の恐怖!; Hepburn: Kenken gōgō! Norowareta tsubo no kyōfu!)                                                | 1997. július 18.     | 2007. április 4.                       |
|         | |                      |                                        |
| 69 (17) | Segített a varázsfőzet, ember és hal egymásé lett Kóka tekimen? Koi no jukue va kamihitoe! (効果覿面?恋の行方は紙一重!; Hepburn: Kōka tekimen? Koi no yukue wa kamihitoe!)                                                        | 1997. július 25.     | 2007. április 5.                       |
|         | |                      |                                        |
| 70 (18) | A történet első fázisa: feltűnt az igazság bázisa! Tekizai tekiso! Szeigi no szato no Amelia! (適材適所!正義の里のアメリア!; Tekizai tekiso! Szeigi no szato no Ameria!; Hepburn: Tekizai tekisho! Seigi no sato no Ameria!)      | 1997. augusztus 1.   | 2007. április 6.                       |
|         | |                      |                                        |
| 71 (19) | Megint kezdődik a móka: itt van a robbantós róka! Szansa szanjó! Hikari no simeszu szaki! (三者三様!光の示す先!; Hepburn: Sansha sanyō! Hikari no shimesu saki!)                                                                  | 1997. augusztus 8.   | 2007. április 9.                       |
|         | |                      |                                        |
| 72 (20) | Megjelent a gonosz páros, majdnem romba dőlt a város Júsa kórin? Sódzso no inori va dare no tame? (勇者降臨?少女の祈りは誰のため?; Hepburn: Yūsha kōrin? Shōjo no inori wa dare no tame?)                                         | 1997. augusztus 15.  | 2007. április 10.                      |
|         | |                      |                                        |
| 73 (21) | Az örök hó birodalmában jártunk, egy titkos templomot találtunk Mikai mitó! Fúdzsirareta rekisi! (未開未踏!封じられた歴史!; Hepburn: Mikai mitō! Fūjirareta rekishi!)                                                             | 1997. augusztus 22.  | 2007. április 11.                      |
|         | |                      |                                        |
| 74 (22) | Kezd az idegeimre menni, hogy ismét át tudtak verni! Eiszei eikecu! Taoresi mono e no szakebi! (永逝永訣!倒れし者への叫び!; Hepburn: Eisei eiketsu! Taoreshi mono e no sakebi!)                                                   | 1997. augusztus 29.  | 2007. április 12.                      |
|         | |                      |                                        |
| 75 (23) | Küszöbön a világ pusztulása, lépnünk kell, nem várhatunk másra! Mondó mujó! Kesszen no csi o mezasze! (問答無用!決戦の地を目指せ!; Hepburn: Mondō muyō! Kessen no chi o mezase!)                                                  | 1997. szeptember 5.  | 2007. április 13.                      |
|         | |                      |                                        |
| 76 (24) | Megjelent egy baljós árny, rajta két fekete szárny Szuiszoku funó! Hirakaresi kindan no mon! (推測不能!開かれし禁断の門!; Hepburn: Suisoku funō! Hirakareshi kindan no mon!)                                                      | 1997. szeptember 12. | 2007. április 16.                      |
|         | |                      |                                        |
| 77 (25) | Örök körforgás a létünk, köszönjük, ebből nem kérünk! Jami no hosi jori izuru mono! (闇の星より出ずる者!; Hepburn: Yami no hoshi yori izuru mono!)                                                                                | 1997. szeptember 19. | 2007. április 17.                      |
|         | |                      |                                        |
| 78 (26) | Úgy tűnik, eljött a béke, elmarad a világvége TRY again! Siroku kaerisi toki! (TRY again!白く還りし刻!; Hepburn: TRY again! Shiroku kaerishi toki!)                                                                               | 1997. szeptember 26. | 2007. április 18.                      |
|         | |                      |                                        |

### Slayers Revolution (2008)
| #       | Epizód címe | Első japán sugárzás  | Első magyar (Animax) sugárzás |
| ------- | --- | -------------------- | ----------------------------- |
| 79 (1)  | Mi a csoda, a Sárkányiga oda! AMAZING Kjógaku no Dragon Slave!? (AMAZING 驚愕のドラグスレイブ!?; AMAZING Kjógaku no Doragu Szureibu!?; Hepburn: AMAZING Kyōgaku no Doragu Sureibu!?)                         | 2008. július 2.      | 2010. június 3.               |
|         | |                      |                               |
| 80 (2)  | Azért, mert te vagy Verselő Lina! BECAUSE Szore va Lina Inverse dakara! (BECAUSE それはリナ=インバースだから; BECAUSE Szore va Rina Inbászu dakara!; Hepburn: BECAUSE Sore wa Rina Inbāsu dakara!)           | 2008. július 9.      | 2010. június 3.               |
|         | |                      |                               |
| 81 (3)  | Soha nem lesz vége, mi a bűnöm, tényleg? CHASE Ovari naki cuiszó (CHASE 終わりなき追走; Hepburn: CHASE Owari naki tsuisō)                                                                                    | 2008. július 16.     | 2010. június 10.              |
|         | |                      |                               |
| 82 (4)  | Körbe-körbe-karikába, elkaphatlak valahára? DRIFTER Ou ka ovareru ka (DRIFTER 追うか追われるか; Hepburn: DRIFTER Ou ka owareru ka)                                                                           | 2008. július 23.     | 2010. június 10.              |
|         | |                      |                               |
| 83 (5)  | Jó éjt nektek fák, bokrok, ebben az erdőben örök az álmotok! ETERNAL Júkjú ni nemuresi mori (ETERNAL 悠久に眠れし森; Hepburn: ETERNAL Yūkyū ni nemureshi mori)                                               | 2008. július 30.     | 2010. június 17.              |
|         | |                      |                               |
| 84 (6)  | Gurítsd le vagy görgesd fel, miért szenvedünk e versennyel? FALL ON Kiszai! Csinszai? Ano tama o osiagero! (FALL ON 奇祭! 珍祭? あの玉を押しあげろ!; Hepburn: FALL ON Kisai! Chinsai? Ano tama o oshiagero!) | 2008. augusztus 6.   | 2010. június 17.              |
|         | |                      |                               |
| 85 (7)  | Hajóra szálltunk nyaralni, orgyilkos jött utánunk nyakazni GORGEOUS Neravareta góka kjakuszen!? (GORGEOUS 狙われた豪華客船!?; Hepburn: GORGEOUS Nerawareta gōka kyakusen!?)                                  | 2008. augusztus 13.  | 2010. június 24.              |
|         | |                      |                               |
| 86 (8)  | Húzzunk bele, nincs más hátra, ne szólj bele, arrébb váglak! HURRY UP Cukkome! Ija, cukkomu na? (HURRY UP つっこめっ! いや, つっこむな?; Hepburn: HURRY UP Tsukkome! Iya, tsukkomu na?)                      | 2008. augusztus 20.  | 2010. június 24.              |
|         | |                      |                               |
| 87 (9)  | Ki a belső ember, aki mindent ismer? INSIDER Sindzsicu o siru mono! (INSIDER 真実を知るもの!; Hepburn: INSIDER Shinjitsu o shiru mono!)                                                                      | 2008. augusztus 27.  | 2010. július 1.               |
|         | |                      |                               |
| 88 (10) | Megszabadultunk a banyától, de biztos, hogy így jártunk jól? JUDGEMENT Jomigaeru sirogane! (JUDGMENT 蘇る白銀!; Hepburn: JUDGEMENT Yomigaeru shirogane!)                                                     | 2008. szeptember 3.  | 2010. július 1.               |
|         | |                      |                               |
| 89 (11) | Settenkedik a bestia, mindenkire fáj a foga! KEEP OUT Sinobijoru madzsú! (KEEP OUT しのびよる魔獣!; Hepburn: KEEP OUT Shinobiyoru majū!)                                                                     | 2008. szeptember 10. | 2010. július 8.               |
|         | |                      |                               |
| 90 (12) | Igenis harcba szállunk, Seyruunig meg sem állunk! LEGACY Kesszen Seyruun! (LEGACY 決戦セイルーン!; LEGACY Kesszen Szeirún!; Hepburn: LEGACY Kessen Seirūn!)                                                  | 2008. szeptember 17. | 2010. július 8.               |
|         | |                      |                               |
| 91 (13) | Varázslatos penge, illik a kezembe? MISTY Furioroszareru jaiba! (MISTY 振り下ろされる刃!; Hepburn: MISTY Furiorosareru yaiba!)                                                                               | 2008. szeptember 24. | 2010. július 15.              |
|         | |                      |                               |

### Slayers Evolution-R (2009)
| #        | Epizód címe | Első japán sugárzás | Első magyar (Animax) sugárzás |
| -------- | --- | ------------------- | ----------------------------- |
| 92 (1)   | Úton vagyunk újra, merre van az urna? NEW COMER? Aratanaru tabidacsi! (NEW COMER?新たなる旅立ち!; Hepburn: NEW COMER? Aratanaru tabidachi!)                                          | 2009. január 12.    | 2010. július 15.              |
|          | |                     |                               |
| 93 (2)   | Jaj, szegény fejemnek, hát nem megint elveszett? OH MY HEAD! Atama va doko da? (OH MY HEAD!頭はどこだ?; Hepburn: OH MY HEAD! Atama wa doko da?)                                      | 2009. január 19.    | 2010. július 22.              |
|          | |                     |                               |
| 94 (3)   | Drága társam, jer keblemre, találjuk ki, mit győzzünk le! PARTNER! Futari va issin dótai? (PARTNER! 二人は一心同体?; Hepburn: PARTNER! Futari wa isshin dōtai?)                      | 2009. január 26.    | 2010. július 22.              |
|          | |                     |                               |
| 95 (4)   | Minőségi időtöltés, családi főzőcskézés? QUALITY TIME? Ai aru szeikacu (QUALITY TIME?愛ある生活?; Hepburn: QUALITY TIME? Ai aru seikatsu)                                            | 2009. február 2.    | 2010. július 29.              |
|          | |                     |                               |
| 96 (5)   | Pillangó úr, neked hála, bajban leszünk nemsokára RAIDER! Jami kara no koe! (RAIDER! 闇からの声!; Hepburn: RAIDER! Yami kara no koe!)                                                | 2009. február 9.    | 2010. július 29.              |
|          | |                     |                               |
| 97 (6)   | Én vagyok én, te vagy te, ki a célpont, én vagy te? SEEK! Neravareru no va dare da! (SEEK! 狙われるのは誰だ!; Hepburn: SEEK! Nerawareru no wa dare da!)                              | 2009. február 16.   | 2010. augusztus 5.            |
|          | |                     |                               |
| 98 (7)   | Alma legyen vagy narancs, nem kong többé a harang TOWN SCAPE Hito ni cukurareta mono jue ni (TOWN SCAPE 人に作られたモノゆえに; Hepburn: TOWN SCAPE Hito ni tsukurareta mono yue ni) | 2009. február 23.   | 2010. augusztus 5.            |
|          | |                     |                               |
| 99 (8)   | Az is lelepleződik, hogy a sötétségben mi rejlik! UNCOVER Abakareru jami! (UNCOVER 暴かれる闇!; Hepburn: UNCOVER Abakareru yami!)                                                    | 2009. március 2.    | 2010. augusztus 12.           |
|          | |                     |                               |
| 100 (9)  | Megszólalt az urna hangja, mégis mi ez a handabanda? VOICE Cubo no nakami va nan deszu ka? (VOICE 壺の中身は何ですか?; Hepburn: VOICE Tsubo no nakami wa nan desu ka?)               | 2009. március 9.    | 2010. augusztus 12.           |
|          | |                     |                               |
| 101 (10) | A régi szép idők már oda, azonnal tedd az urnát vissza! WISDOM Kaeranu toki o motomete! (WISDOM 帰らぬ時を求めて!)                                                                   | 2009. március 16.   | 2010. augusztus 19.           |
|          | |                     |                               |
| 102 (11) | Újjáéled-e ma Rezo, a vágyainkra hallgatni jó? XENO Fukkacu no daisó (XENO 復活の代償; Hepburn: XENO Fukkatsu no daishō)                                                             | 2009. március 23.   | 2010. augusztus 19.           |
|          | |                     |                               |
| 103 (12) | A tegnap emlékei vajon feloldják a holnapot? YESTERDAYS MEMORY Torimodosita hibi (YESTERDAYS MEMORY 取り戻した日々; Hepburn: YESTERDAYS MEMORY Torimodoshita hibi)                   | 2009. március 30.   | 2010. augusztus 26.           |
|          | |                     |                               |
| 104 (13) | Ütött az utolsó óra, odaérünk vajon a végszóra? ZERO HOUR Horobijuku mono! (ZERO HOUR 滅びゆくもの!; Hepburn: ZERO HOUR Horobiyuku mono!)                                            | 2009. április 6.    | 2010. augusztus 26.           |
|          | |                     |                               |

### OVA-epizódok

#### Slayers Special
| EP# | Nyelv       | Cím | Első vetítés     | Prod. kód |
| --- | ----------- | --- | ---------------- | --------- |
| 1 | HUN · Japán | A félelmetes kiméra terv Kjófu no chimera keikaku (恐怖のリメラ計画; Kjófu no rimera keikaku; Hepburn: Kyōfu no rimera keikaku) | 1996. július 25. | –         |
| Lina visszautasítja, hogy rész vegyen a kiméra kísérletben, ezért a tudós erőszakkal akarja klónozni, azonban vesztére véletlenül Nagát klónozza.                                                      |             | |                  |           |
| 2 | HUN · Japán | Jeffry-kun lovagiassága Jeffry-kun no kisidó (ジェフリー君の騎士道; Dzsefurí-kun no kisidó; Hepburn: Jefurī-kun no kishidō)     | 1996. július 25. | –         |
| Lina és Naga felkérést kap, hogy egy vékony, szánalmas és önhitt fiatalembert eddzen, akinek anyja elver mindenkit, aki negatív véleménnyel van a fiáról.                                              |             | |                  |           |
| 3 | HUN · Japán | Tükröm, tükröm Kagami jo, kagami (鏡よ鏡; Hepburn: Kagami yo, kagami)                                                           | 1997. május 25.  | –         |
| Lina és Naga azt a feladatot kapja, hogy keresse meg és pusztítsa el azt a tükröt, ami klónozza azt, aki megjelenik benne. A klónok egyetlen eltérése, hogy a jellemük gyökeres ellentéte a valódinak. |             | |                  |           |

#### Slayers Excellent
| EP# | Nyelv       | Cím | Első vetítés      | Prod. kód |
| --- | ----------- | --- | ----------------- | --------- |
| 1 | HUN · Japán | Labirintus Labyrinth (らびりんす; Rabirinszu; Hepburn: Rabirinsu)                                                                                                | 1998. október 25. | –         |
| Az epizód Lina és Naga első találkozását mutatja be, ahogy közös útjukon zombikkal, szellemekkel, vámpírokkal és Naga saját ostobaságával küzdenek meg.                         |             | |                   |           |
| 2 | HUN · Japán | Egy rémisztő jövő Oszorubeki mirai (恐るべき未来; Hepburn: Osorubeki mirai)                                                                                      |                   | –         |
| Lina elkísér egy kereskedő elkényeztetett lányát nyári villájukba. Az úton Linának banditákkal, leskelődő kandúrokkal kell megküzdenie és a lány megnevelését is célul tűzi ki. |             | |                   |           |
| 3 | HUN · Japán | Lina-csan bájos sminkhadművelete Lina-csan osare dai-szakuszen (リナちゃん♥おしゃれ大作戦; Rina-csan osare dai-szakuszen; Hepburn: Rina-chan oshare dai-sakusen) | 1999. március 25. | –         |
| Lina és Naga vitába keveredik a divatot illetően, egyikük a konzervatív, másikuk az risqué divatot követi.                                                                      |             | |                   |           |

## Észak-amerikai forgalmazás
Észak-Amerikában az anime forgalmazási jogait a Central Park Media szerezte meg és Software Sculptors forgalmazói név alatt adta ki VHS-en and Laserdiscen 1996 és 1998 között összesen nyolc kötetben. A sorozat sikerének hatására a Central Park Media folytatta a kiadást a Next-tel és a Try-jal is. A Next 1999 áprilisában jelent meg azonos formátumban. 1999 júliusában dobozos kiadásban is piacra került az első négy kötet, míg a következő négy kötet ez év októberében. A Try 2000-ben jelent meg. Az első három sorozat később DVD-n is kiadásra került dobozos formátumban. Egy hónappal a Central Park jogainak lejárta előtt a Funimation Entertainmentnek sikerült megújítani a licencet, így bemutatásra került a forgalmazó tulajdonában lévő Colours TV-n és Funimation Channelen is. Az első kétnyelvű (japán és angol) DVD-t 2007. augusztus 27-én adta ki a Funimation a Software Sculptors eredeti angol szinkronjával. Az első Slayers, a Next és a Try dobozos kiadása 2009. augusztus 4-én jelent meg a Funimationtől.
Az észak-amerikai televíziós közvetítésre elsőként a Fox Kids szerezte meg a jogokat, de végül sosem adta le, mivel túl nehéz lett volna a csatorna igényei szerint megvágni. A The Slayers elsőként az International Channelen volt látható 2002. február 17-től. Az Egyesült Királyságban az MVM Films adta ki a sorozatot 2009-ben. Az epizódok online megtekintését elérhetővé tették a Hulu, a YouTube, a Crackle, az Anime News Network, a Netflix és a Funimation weboldalán is.
A Revolution és az Evolution-R esetében az észak-amerikai forgalmazási jogokat a Funimation szerezte meg, a japán nyelvű, angol feliratú online nézés már 2009 júliusától elérhető volt a YouTube-on és a Funimation weboldalán. A sorozat angol nyelvre szinkronizált változatát a Funimation megbízásából a NYAV Post készítette, a Central Park Media által a korábbi sorozatokhoz készített szinkronban közreműködő színészek zömének megtartásával. Észak-Amerikában a Slayers: Revolution első négy epizódját először a YouTube-on tette közzé a Funimation 2010. január 19-én, majd a Slayers: Revolution dobozos kiadását 2010. március 16-án jelentette meg. Az Evolution-R első két epizódját is közzétették a YouTube-on, DVD-n 2010 júniusában jelent meg. 2010. szeptember 21-én Blu-rayen is kiadásra került a Revolution és az Evolution-R is, illetve később mindkét sorozat megjelent DVD/Blu-ray combo pack formában. Mindkét sorozat látható volt 2010. szeptember 6-ától a Funimation Channelen.

## Magyarországi vetítés
Magyarországon a Slayers és a Slayers Next a Cool TV-n került bemutatásra, – a forgalmazó adatkezelése alapján egy egészet alkotva – folytatásban Slayers – A kis boszorkány címmel. Az első 26 epizód magyar szinkronnal 2004. október 4. és 2004. november 17. között, a második 26 epizód 2004. november 18. és 2005. január 18. között került adásba. Később az RTL Klub Kölyökklub című műsorblokkjának környékén is vetítésre került. Emellett az A+ és az Animax is vetítette. A Slayers Try elsőként 2007. március 14. és 2007. április 18. között volt látható Slayers – A kis boszorkány új kalandjai címmel, magyar szinkronnal az A+-on. Később az RTL Klub, az Animax, és az AXN Sci-Fi adásán is látható volt. A Slayers Revolution és a Slayers Evolution-R magyar szinkronnal az Animax-en volt látható folytatásban 2010. június 3. és 2010. július 15., illetve 2010. július 15. és 2010. augusztus 26. között. A magyar címmel kapcsolatban az Animax nagyon megbolygatta a helyzetet. A történet Slayers: A kis boszorkány ~ 4-5. évad megjelöléssel került adásba. Ez több szempontból és jogilag is hibás volt. Az eddigi sorozatokra a korábbi adatkezelés kétféle címet különített el, ráadásul nem évadokra voltak felosztva. Ha a tévécsatorna a magyar jogrendszerhez tartozott volna, akkor ezt nem intézhette volna így. Eme két szezon is látható volt később az AXN Sci-Fi-n. Az angol változathoz hasonlóan az utolsó két szezon magyar változatában is megmaradt a szinkronhangok zöme. Jelentős változás Zelgadis hangja volt, ahol Damu Rolandot Welker Gábor váltotta. Illetve a Revolution 13. részéig bezárólag az Animax elfelejtette kiértesíteni a szinkronstúdiót Rezo hangjáról (Láng Balázs). Az ezt követő utolsó 13 részen belül visszakapta a régi hangját.